# Finlandia ai Giochi della XXV Olimpiade
La Finlandia partecipò ai Giochi della XXV Olimpiade, svoltisi a Barcellona, Spagna, dal 25 luglio al 9 agosto 1992, con una delegazione di 88 atleti impegnati in sedici discipline.